# Machimus spinifemoratus
Machimus spinifemoratus är en tvåvingeart som beskrevs av Villeneuve 1911. Machimus spinifemoratus ingår i släktet Machimus och familjen rovflugor.
Artens utbredningsområde är Syrien. Inga underarter finns listade i Catalogue of Life.